# Шатиленя Поліна Едуардівна
Поліна Едуардівна Шатиленя (до шлюбу — Бештень) (нар. 16 червня 1996) — білоруська футболістка, півзахисниця. Виступала за збірну Білорусі.

## Життєпис
Поліна Бештень, разом зі своєю старшою сестрою Ельвірою, вихованки СДЮШОР профспілок «Юність». Її першим тренером був Олег Леонідович Фролов. Першим футбольним клубом для сестер стала «Вікторія» з Воронове.
У 2011 році перейшла в «Зорка-БДУ», в якій перебувала до 2015 року.
З 2016 року в складі Мінська: неодноразова переможниця чемпіонату країни, кубку та суперкубку Білорусі.
У 2018 році вона також дебютувала в збірній Білорусі з футзалу, де відмінно проявила себе під час відбіркових етапів чемпіонату Європи.
З 2019 року виступає за футзальний клуб «Педуніверситет».
У січні 2021 перейшла в «Рязань-ВДВ»

## Досягнення
командні
- Чемпіонат Білорусі
  -  Чемпіонка (4): 2016, 2017, 2018, 2019
  -  Срібна призерка (3): 2011, 2014, 2015
  -  Бронзова призерка (2): 2012, 2013

- Кубок Білорусі
  -  Володарка (2): 2012, 2017
  -  Фіналістка (3): 2011, 2014, 2015

- Суперкубок Білорусі
  -  Володарка (5): 2013, 2016, 2017, 2018, 2019

особисті
- найкраща футболістка Білорусі 2018 року
- учасниця 1/16 Ліги чемпіонів (2010)